# Total Linhas Aéreas
Total Linhas Aéreas S/A è una compagnia aerea con sede a Belo Horizonte, Brasile, fondata nel 1988. Opera servizi cargo e charter.

## Storia
La compagnia aerea ha le sue origini nel 1988 come compagnia di aerotaxi chiamata Total Aero Taxi, di proprietà del Grupo Empresarial Rota.Nel dicembre 1994, Total venne ceduta a Transportadora Sulista S/A, gruppo specializzato nel trasporto stradale. È da qui che nasce la lettera S che può essere vista sul suo logo, in particolare sulla coda dei suoi aerei.
Nel 1996, Total iniziò ad operare come un regolare vettore aereo regionale con autorizzazione per il trasporto di passeggeri e merci, operando i propri voli e anche per conto di altre compagnie aeree brasiliane come Transbrasil.
Nel 1999, Total partecipò con Interbrasil STAR alla creazione di un servizio navetta tra Rio de Janeiro-Santos Dumont e Belo Horizonte-Pampulha utilizzando principalmente gli ATR-42 di Total.
Il 13 novembre 2007, TRIP Linhas Aéreas e Total Linhas Aéreas accettarono di fondersi e, nel maggio 2008, dopo l'approvazione dell'Agenzia nazionale per l'aviazione civile del Brasile, la fusione si concluse positivamente. Secondo questo accordo, tutti i servizi passeggeri vennero trasferiti a TRIP Linhas Aéreas mentre i voli charter e cargo rimasero sotto il marchio Total Linhas Aéreas.
Nel maggio 2012, giorni prima dell'annunciato acquisto di TRIP Linhas Aéreas da parte di Azul Brazilian Airlines, Trip e Total si separarono. Tuttavia, Total decise di continuare con le sole operazioni di voli cargo e charter.
Al 2020 Total gestiva un ATR 42-500 per voli charter, in particolare per Petrobras, in Amazzonia, e tre Boeing 727-200F per voli cargo e postali come da contratto con Brazilian Post e Telegraph Corporation e la Banca centrale del Brasile, tra gli altri.

## Flotta

### Flotta attuale
A dicembre 2022 la flotta di Total Linhas Aéreas è così composta:

### Flotta storica
Total Linhas Aéreas operava in precedenza con i seguenti aeromobili:
- Boeing 737-200F

## Incidenti
- Il 14 settembre 2002, il volo Total Linhas Aereas 5561 tra San Paolo-Guarulhos e Londrina si schiantò vicino a Paranapanema dopo che i piloti persero il controllo dell'ATR 42-300. Dell'equipaggio, composto da 2 persone, non sopravvisse nessuno.[11]